# Tacoma Narrows-broen
Tacoma Narrows-broen er en dobbelt hængebro over Tacoma Narrows-strædet i byen Tacoma ca. 40km sydsydvest for Seattle i staten Washington i USA.
Broen var en af de første hængebroer, som blev bygget, så man havde ikke mange erfaringer med denne brotype. I 1940 gik det galt, og broen faldt ned. Den pågældende dag var vindhastigheden høj, og en kombination af vridninger og lodrette svingninger (flutter) medførte at broen blev vredet itu og faldt ned. I dag ved man at lignende uheld undgås, ved at gøre broen tilstrækkelig vridningsstabil.
Designeren af Tacoma-broen havde gjort broen billigere, ved at vælge en mindre vridningsstabil løsning. Brobyggerne har dermed lært meget af den uheldige historie.
I 1950 blev en ny bro indviet, og i 2007 blev den dubleret for at kunne tage den øgede trafik.